# Lijst van grootbaljuws van Henegouwen
Dit is een lijst van grootbaljuws van Henegouwen.
- 1434-1456: Jan II van Croÿ, graaf van Chimay
- 1457-1463: Filips van Croÿ, graaf van Chimay
- 1463-1467: Jan van Rubempré, heer van Bievennes
- 1467-1497: Antoon Rolyn, heer van Aymeries en Anthumes
- 1497-1504: Willem II van Croÿ, heer van Chièvres
- 1504-1537: Jacob van Gavre, heer van Fresin
- 1537-1549: Filips II van Croÿ, hertog van Aarschot
- 1549-1556: Karel II van Lalaing
- 1556-1559: Jan van Lannoy, heer van Molembaix
- 1560-1566: Jan IV van Glymes van Bergen, markies van Bergen
- 1566-1574: Filips van Sint-Aldegonde, baron van Noircarmes
- 1574-1582: Filips van Lalaing
- 1582-1590: Emanuel Filibert van Lalaing, baron van Montigny
- 1593-1612: Karel III van Croÿ, prins van Chimay
- 1613-1621: Karel Bonaventura van Longueval, graaf van Bucquoy
- 1622-1623: Jan van Croÿ-Solre, graaf van Solre
- 1623: Lamoraal van Ligne
- 1624: Floris van Noyelles, graaf van Marles
- 1625-1631: Willem van Melun, prins van Espinoy
- 1632-1663: Karel Albrecht van Longueval, graaf van Bucquoy
- 1663-1674: Filips Frans van Ligne-Arenberg, hertog van Aarschot
- 1675-1681: Karel Eugeen van Ligne-Arenberg
- 1681: Wolfgang van Bournonville, burggraaf van Barlion
- 1681-1682: Jacob van Fariaux, burggraaf van Maulde
- 1682-1689: Eugeen van Sint-Winoksbergen, prins van Rache
- 1689-1690: Filips Frans van Melun, markies van Richebourg
- 1690-1691: Filips Frans van Glymes, prins van Bergen
- 1691-1697: Franse bezetting
- 1697-1698: Claudius van Jauche, graaf van Mastaing
- 1698-1709: Ferdinand Gustaaf van Croÿ, graaf van Le Roeulx
- 1709-1754: Leopold Filips van Arenberg
- 1754-1778: Karel Marie Raymond van Arenberg
- 1779-1787: Lodewijk Engelbert van Arenberg
- 1788-1789: Nicolaas Antoon van Arberg-Valengin
- 1789-1791: Lodewijk Engelbert van Arenberg (opnieuw)
- 1791-1795: Karel Jozef van Ligne